# Islas Ábaco
Las islas Ábaco (del inglés: 'Abaco Islands') están ubicadas en el norte de Bahamas e incluyen las islas Gran Ábaco y Pequeña Ábaco, así como gran número de pequeñas islas o cayos con una superficie aproximada conjunta de 1681 kilómetros cuadrados.
Al igual que en la Isla Gato, sus primeros pobladores de origen europeo fueron colonos realistas que huyeron de Norteamérica en 1783, en la época de la independencia. En 1973 se formó el Movimiento de Independencia Ábaco, un partido que reclamaba autodeterminación de las islas dentro de una Bahamas federalista para establecer un orden libertario. Recibió apoyo de la población de las islas, financiamiento internacional gracias al auspicio de la Phoenix Foundation, y empezó a abastecerse de armas. Esto último le restó apoyo y perdió influencia luego de 1977.
Las islas son una importante base para actividades de velerismo y actividades turísticas.
Su población es de unos 13.000 habitantes. Su principal ciudad es Marsh Harbour. El faro en Hope Town decorado en franjas rojas y blancas es un símbolo distintivo de la ciudad. La localidad de Coopers Town tiene 900 residentes.
La composición étnica es aproximadamente de 81.75% de Afroamericanos con una minoría blanca de 13,76%.